# Прожитковий мінімум
Прожитко́вий мі́німум — вартісна величина достатнього для забезпечення нормального функціонування організму людини, збереження його здоров'я, набору продуктів харчування, а також мінімального набору непродовольчих товарів та мінімального набору послуг, необхідних для задоволення основних соціальних і культурних потреб особистості.
Обсяг прожиткового мінімуму містить два елементи — фізіологічний та соціальний. Фізіологічний мінімум — це вартісне вираження матеріальних цінностей, конче необхідних для існування людини. В світовій практиці він становить 85—87 % загального прожиткового мінімуму, а решта припадає на соціальну частину — певний набір духовних цінностей мінімально прийнятого рівня життя.

## Визначення прожиткового мінімуму
Світова практика розробила кілька варіантів визначення прожиткового мінімуму в державі.
Статистичний метод передбачає встановлення прожиткового мінімуму на рівні доходів, які мають 10-20 % найменш заможних громадян певної держави. Цей метод можна застосовувати у державах з досить високим рівнем доходів громадян.
Суб'єктивний або соціологічний підхід базується на проведені соціологічних опитувань населення про необхідний мінімальний дохід. Такий метод є радше консультативним, оскільки його результати можуть бути не підкріплені реальними економічними можливостями держави, проте він виражає справжні потреби людей.
Ресурсний метод виходить із можливості економіки забезпечувати прожитковий мінімум, він застосовується у високорозвинутих країнах.
Комбінований метод поєднує у собі декілька методів, зокрема вартість харчування визначається за нормами, житлово-комунальні послуги — за фактом, а непродовольчі товари за їх відсотковою часткою в загальних витратах.
На практиці застосовується нормативний метод, який полягає у встановленні вартісної величини прожиткового мінімуму через мінімальний споживчий кошик. Кожна держава має свої особливості формування мінімального споживчого кошика.
Наприклад в Болгарії було запропоновано шість таких кошиків, які давали ряд комбінацій щодо складу сімей за їхніми ознаками. Харчова частина кошика містила градації для працюючих, пенсіонерів та дітей, включаючи 149 позицій продовольчих товарів.
В різних країнах використовується або ж соціальний, як у Литві, Білорусі та Естонії, або фізіологічний прожитковий мінімум, як наприклад у Росії чи Казахстані.
У Литві прожитковий мінімум визначається на основі потреб сім'ї з чотирьох осіб: хлопчик 14 років, дівчинка 6-8 років і двоє дорослих. Для інших сімей використовуються спеціальні коефіцієнти. Продовольча частка товарів включає понад 50 видів товарів і становить 45-50 % мінімального споживчого бюджету.
Існує, ще один метод формування рівня прожиткового мінімуму, так званий відносний метод. Відносний метод або метод обчислення медіанного доходу здебільшого застосовується у державах з розвинутою ринковою економікою. Під медіанним доходом слід розуміти таких дохід, за якого половина населення має більший дохід, а половина менший, або це рівень достатку, що найчастіше зустрічається в певній країні (практично він відповідає середньодушового доходу населення). Так в США, Британії, Німеччині прожитковий мінімум встановлюється на рівні 40 % від медіанного доходу, у Фінляндії, Італії, Греції, Іспанії — 50 %, у Португалії та Ірландії — 60 % відповідно.
На думку вчених-економістів під час підрахунку розміру прожиткового мінімуму враховуються такі чинники: Економічні, які включають вимоги економічного розвитку, формування організаційних та правових засад ринкової економіки, зовнішньоекономічної діяльності, демократизацію трудових відносин, заходи щодо наповнення доходної частини бюджету;
Правові: дотримання загальновизнаних прав людини відповідно до Міжнародного Пакту «Про економічні, соціальні та культурні права», в якому під правом на працю розуміють здатність людини самостійно заробляти собі на життя;
Соціальні: загальний рівень заробітної плати, встановлення взаємозалежності між оплатою праці та її продуктивністю, підвищення мінімальних державних гарантій заробітної плати та трудових пенсій з поступовим наближенням їх до рівня прожиткового мінімуму.

## Визначення прожиткового мінімуму в Україні
В Україні прожитковий мінімум визначається нормативним методом у розрахунку на місяць на одну особу. Крім того, прожитковий мінімум визначається диференційовано залежно від вікового критерію або ж залежно від соціальної та демографічної групи особи: для дітей віком до 6 років; для дітей віком від 6 до 18 років; для працездатних осіб; для осіб, які втратили працездатність.
Такий поділ зумовлений особливостями людського організму, у його потребах в залежності від віку та фізичних можливостей.
Прожитковий мінімум на одну особу, а також окремо для тих, хто відноситься до основних соціальних і демографічних груп населення, за поданням Кабінету Міністрів України щорічно затверджується Верховною Радою України до початку розгляду Державного бюджету України і періодично переглядається відповідно до зростання індексу споживчих цін разом з уточненням показників Державного бюджету України та публікується в офіційних виданнях.
З 2006 року згідно змін третьої частини статті 4 Закону України від 15.07.1999 № 966-XIV «Про прожитковий мінімум», прожитковий мінімум затверджується Верховною Радою в законі про Державний бюджет на відповідний рік.
Прожитковий мінімум встановлюється Кабінетом Міністрів після науково-громадської експертизи набору продуктів харчування, набору непродовольчих товарів і набору послуг.
Набір продуктів харчування формується спеціально уповноваженим центральним органом виконавчої влади у сфері охорони здоров'я з використанням нормативів фізіологічної потреби організму людини в продуктах харчування виходячи з їх хімічного складу та енергетичної цінності, з урахуванням рекомендацій Всесвітньої організації охорони здоров'я.
Набір непродовольчих товарів формується спеціально уповноваженим центральним органом виконавчої влади в сфері економіки з використанням нормативів забезпечення засобами гігієни, медикаментозними засобами, засобами захисту організму людини від впливу навколишнього середовища, а також засобами влаштування побуту.
Набір послуг формується спеціально уповноваженими центральними органами виконавчої влади у сферах надання відповідних послуг.
2014 року розмір прожиткового мінімуму було заморожено й надалі його розмір визначався в «ручному режимі» — поточні ціни ніяк не впливають на нього. Водночас із кінця 2015 року Міністерство соціальної політики України щомісяця вираховує «фактичний розмір прожиткового мінімуму», що базується на тому самому споживчому кошику, що й законодавчий прожитковий мінімум, але у поточних цінах. 
У 2025 році згідно з дослідженнями, середні витрати молодої людини на базові потреби (проживання, харчування, одяг, транспорт) в Україні значно перевищують офіційний прожитковий мінімум. Згідно зі звітом, базові витрати студентів і молодих фахівців у великих містах України суттєво перевищують встановлений державою прожитковий мінімум, що підкреслює розрив між офіційними нормативами та реальними витратами на життя. Це свідчить про значну різницю між реальним і нормативним прожитковим мінімумом в Україні.

### Судові спори щодо незаконності прожиткового мінімуму
Постановою Окружного адміністративного суду міста Києва від 17.09.2015 у справі 826/6362/15 за позовом керівника неурядового Проекту «Відкритий Суд» Батрина Станіслава Віталійовича до Кабінету Міністрів України вирішено:
визнати протиправними дії Кабінету Міністрів України із встановлення розміру прожиткового мінімуму в Україні на 2015 рік без проведення і врахування результатів науково-громадської експертизи сформованих набору продуктів харчування, набору непродовольчих товарів і набору послуг для встановлення прожиткового мінімуму;
Це судове рішення було залишене без змін постановою Київського апеляційного адміністративного суду від 17.09.2015, а на підставі виконавчого листа за даним рішенням, — 09.12.2015 головним державним виконавцем відділу примусового виконання рішень Департаменту державної виконавчої служби Мін'юсту Біловолом В. О. відкрито виконавче провадження ВП № 49613423 та встановлено уряду строк на виконання рішення суду: до 15.12.2015 року включно. Уряд не виконав дане рішення суду.
2. Постановою Київського апеляційного адміністративного суду від 11.09.2018 року у справі № 826/5661/16 за позовом Батрина Станіслава Віталійовича до Кабінету Міністрів України про визнання протиправними дій Кабінету Міністрів України визнано протиправними дії уряду із встановлення розміру прожиткового мінімуму в Україні на 2016 рік без проведення і врахування результатів науково-громадської експертизи сформованих набору продуктів харчування, набору продовольчих продуктів і набору послуг для встановлення прожиткового мінімуму всупереч вимогам ст. 4 Закону України «Про прожитковий мінімум». При цьому, важливо підкреслити, що у своєму рішенні суд апеляційної інстанції встановив:
- «Колегія суддів зазначає, що набори продуктів харчування, набори непродовольчих товарів та набори послуг для основних соціальних і демографічних груп населення, затверджених постановою Кабінету Міністрів України від 14 квітня 2000 року № 656, втратили свою актуальність у 2005 році, оскільки ст. 3 Закону України „Про прожитковий мінімум“ передбачала їх визначення не рідше одного разу на п'ять років»;

- "Колегія суддів доходить висновку, що при встановленні відповідачем прожиткового мінімуму на 2016 рік та в подальшому при його затвердженні Верховною Радою України у Законі України «Про Державний бюджет України на 2016 рік», Кабінетом Міністрів України не було проведено та враховано науково-громадську експертизу сформованих набору продуктів харчування, набору непродовольчих товарів і набору послуг, всупереч ст. 4 Закону України «Про прожитковий мінімум»[7].

3. Рішенням Окружного адміністративного суду міста Києва від 25.04.2018, постановою Київського апеляційного адміністративного суду від 10.07.2018, постановою Верховного Суду у справі № 826/3639/17 за позовом Батрина Станіслава Віталійовича до Кабінету Міністрів України, визнано незаконною та нечинною постанову Кабінету Міністрів України № 780 від 11.10.2016 «Про затвердження наборів продуктів харчування, наборів непродовольчих товарів та наборів послуг для основних соціальних і демографічних груп населення», на основі якої урядом розраховувався та встановлювався прожитковий мінімум.

## Застосування
Прожитковий мінімум як державний соціальний стандарт застосовується для:
- загальної оцінки рівня життя в Україні, що є основою для реалізації соціальної політики та розроблення окремих державних соціальних програм;
- встановлення розмірів мінімальної заробітної плати та мінімальної пенсії за віком, визначення розмірів соціальної допомоги, допомоги сім'ям з дітьми, допомоги по безробіттю, а також стипендій та інших соціальних виплат виходячи з вимог Конституції України та законів України;
- визначення права на призначення соціальної допомоги;
- визначення державних соціальних гарантій і стандартів обслуговування та забезпечення в галузях охорони здоров'я, освіти, соціального обслуговування та інших;
- встановлення величини неоподатковуваного мінімуму доходів громадян;
- встановлення величини неоподаткованого мінімуму доходів громадян;
- формування Державного бюджету України та місцевих бюджетів;
- встановлення розміру судового збору[28].